# 352860 Monflier
352860 Monflier è un asteroide della fascia principale. Scoperto nel 2008, presenta un'orbita caratterizzata da un semiasse maggiore pari a 2,3117566 UA e da un'eccentricità di 0,2246534, inclinata di 2,98420° rispetto all'eclittica.